# Ernesto Köhler
Pour les articles homonymes, voir Köhler.
Ernesto Köhler, né à Modène en Italie le 4 décembre 1849, mort à Saint-Pétersbourg le 17 mars 1907, est un musicien, flûtiste et compositeur italien. Il fait partie des plus grands flûtistes de l'époque romantique.

## Biographie
Dès son plus jeune âge, Ernesto apprend la flûte traversière par son propre père, Venceslau Joseph Köhler, qui était première flûte dans l'orchestre du duc de Modène.
Il se révèle être un très bon élève, naturellement doué. Encore à un âge précoce, Ernesto part donner une série de concerts à travers l'Italie, accompagné de son frère Ferdinando, pianiste. Tous leurs concerts obtiennent un franc succès. Les critiques sont unanimes : on admire l'exécution brillante, ainsi que le style et l'élégance générale de la prestation du jeune artiste.
À l'âge de vingt ans, en 1869, Köhler désire voyager et faire évoluer sa musique : il souhaite se produire à l'étranger et non plus qu'en Italie, pour un objectif bien précis : obtenir la gloire de tous.
C'est ainsi qu'il part s'établir à Vienne, en devenant première flûte à l'orchestre du Carltheater. Il est le plus jeune flûtiste à accéder à cette position. Köhler joue dans cet orchestre pendant deux ans, puis il donne des concerts dans diverses villes d'Autriche. Pendant cette période, il se consacre également à la composition et a publié plusieurs pièces pour flûte et piano, qui vont attirer l'attention des joueurs européens.
Deux ou trois années plus tard, de nombreux musiciens de la capitale autrichienne se manifestent auprès de Köhler, avant qu'il ne devienne un célèbre soliste. En 1871, il décide sur les conseils de son ami flûtiste Cesare Ciardi, à quitter Vienne pour emménager à Saint-Pétersbourg en Russie. Grâce à lui, Köhler obtient un poste à l'orchestre du Ballet impérial, orchestre où Ciardi est musicien de renom.
En 1900, Köhler est nommé première flûte dans l'orchestre de l'Opéra impérial de Russie, occupant ainsi une position importante dans l'Empire du tsar.
Köhler est alors très sollicité : des rendez-vous importants détenus pendant de nombreuses années, qui limitent sans conteste sa renommée en tant que soliste. Néanmoins, il demeure un compositeur à succès.
Il a écrit un certain nombre d'excellents travaux de flûte à des fins éducatives, et de nombreux solos agréables à jouer, qui ont rencontré l'approbation des flûtistes et du public musical.
En tant que compositeur, on lui remarque plusieurs points forts : la mélodie - authentique et vraie -, la connaissance de la technique de la flûte, et des accompagnements de bon goût pour ses morceaux. Köhler, qui avait beaucoup d'élèves, a également écrit des pièces spécifiques correspondant à des prérequis pour sa classe de flûtistes. Par ailleurs, ses solos de concert sont destinés à dévoiler la virtuosité du musicien, ils se révèlent être d'une grande difficulté.
Köhler était toujours enthousiaste à composer encore et encore, la liste de ses œuvres s'élève à plus d'une centaine. On retrouve dans ses compositions, une partie théorique et pratique pour la flûte (destinée à l'enseignement aux conservatoires), des études de flûte, des duos, des pièces pour deux flûtes et piano, et quelques dizaines de pièces de musique de chambre avec piano.
Ses plus grandes œuvres sont : Schwalbenflug, Hirten Idylle, La Romantique, Papillon, et Concerto Op. 97 qui ont souvent été joués par les plus grands solistes de l'Europe, d'Amérique et d'Australie.
En plus de ses travaux, Köhler a écrit un opéra, Ben Achmed, qui rencontre le succès à Saint-Pétersbourg (1893), ainsi que certains ballets dont Clorinda, très populaire au Théâtre impérial de Saint-Pétersbourg.
Le 25 novembre 1906, un article parait dans la presse de Saint-Pétersbourg en l'honneur de Köhler, à l'occasion du trente-cinquième anniversaire de son poste à l'Opéra Impérial. Vers la fin d'année, l'auteur de l'article reçoit une lettre de Köhler lui proposant de venir à Milan au printemps suivant. Le compositeur lui fait part de son retrait dans la profession et lui avoue qu'après trente-cinq ans de travail acharné, il souhaitait profiter de la vie et se poser. À son arrivée en Italie six mois plus tard, l'écrivain fut étonné et attristé d'apprendre sa mort.
Ernesto Köhler meurt à Saint-Pétersbourg le 17 mars 1907.

## Œuvres d'Ernesto Köhler

### Opéras et ballets
- Ben Achmed, opéra lyrique
- Clorinda, ballet théâtral

### Flûte et orchestre
- Hirtenidyll op. 58
- Fantaisie sur la célèbre chanson ‘’Moskwa’’ de Decker-Schenk, op. 62
- Fantaisie sur ‘’Le Gouverneur de Tours’’ de C. Reinecke op. 64
- Schwalhenflug op. 72
- La Romantique, Fantaisie de concert op. 80
- Zephyr, Valse de concert op. 81
- Fantadsca, pièce de concert op. 91
- La Capricieuse, pièce de concert op. 94
- Concertino op. 97
- Secondo concerto op. 99 (incomplet)
- Schwalbenflug, étude de concert op. 72 (pour deux flûtes et orchestre)

### Musique de chambre

#### Flûte et piano
- Il Tramonto del Sole, Idillio op. 2
- Réminiscence de Bellini, Fantaisie op. 5
- Danse Savoyarde, Morceau de salon op. 8
- Chagrin, morceau de salon op. 9
- Fantaisie romantique op. 15
- Valse-Caprice op. 14
- Bonsoir, Romance op. 29
- 6 Pièces op. 50
- Amoretten-Ständchen op. 56
- Marsch der Ängstlichen op. 57
- Frühlingslied op. 58
- Alla Mazurka op. 59
- Tarantelle Napolitaine op. 42
- Danse Champetre op. 45
- Kuss-Gavotte op. 47
- Rêverie Poétique op. 49
- Auf den Alpen op. 51
- Valse Espagnole op. 57
- Serenade op. 59
- 6 Pièces op. 60
- 6 Fantaisies faciles sur airs populaires russes op. 61 (existe une version pour flûte solo)
- 6 Fantaisies faciles sur airs populaires allemands op. 65 (existe une version pour flûte solo)
- Serenade Orientale op. 70
- Valse mignonne op. 71
- Fantaisie de concert sur thème de Donizetti op. 75
- Serenade Italienne op. 74
- At the Sea Shore, Concert piece op. 76
- Morgengruss op. 78 n. 1
- Vergissmeinnicht op. 78 n. 2
- Landlicher Tanz op. 78 n. 5
- Zukunftstraum op. 79
- 10 Études de concert op. 82
- 6 Vortragstucke op. 84
- Carlton-Mazurka op. 85
- La Perle du Nord, Konzertstück op. 86
- 4 Morceaux caractéristiques op. 88
- Serenade Love in Idleness de Macbeth op. 90
- ’’Russlan und Ludmilla’’ Oper Von M. Glinka, Concert-Fantasie op. 95
- ’’Das Leben für den Zaren’’ Oper Von M. Glinka, Concert-Fantasie op. 96
- Caprice original
- Fantaisie brillante sur motifs italiens
- Mathilde, Mazurka de concert
- Rêverie russe, caprice brillant
- 6 Sonatines
- Polka du Rossignol
- Souvenir de St. Petersburg, Fantaisie
- Nocturne
- Regrets, mélodie
- Saltarello, scherzo

#### Autres formations
- Duo de Concert sur des mélodies de Schubert op. 67, pour deux flûtes et piano
- Duo de Concert sur une mélodie de Chopin op. 68, pour deux flûtes et piano
- Valse des fleurs op. 87, pour deux flûtes et piano
- Die Zauberflote, 100 Vortragsstucke, pour deux flûtes et piano
- Echo op. 40b, pour flûte, cor et piano
- Au Vol d'oiseau, scènes pittoresques op. 98, pour flûte, violon, violoncelle, piano et harpe
- La Flûte enchantée, 100 pièces de concert légères, pour flûte, violon et piano
- Echo, air de concert op. 69, pour soprano, flûte et piano
- Die Welle op. 83, pour flûte, soprano et piano

### Solos de flûte(s)
- Marches et Gavottes op. 55/4
- Opern-album op. 55/5
- Lieder-album op. 55/6
- Zigeunerlieder und Romanzen op. 55/7
- Zweites Zigeunerliederalbum
- La Flûte enchantée, 100 beliebte Unterhaltungs- und Vortragsstucke, pour 2 flûtes
- 25 leichte Duette op. 55 n. 1, pour 2 flûtes
- 15 schwere Duette op. 55 n. 2, pour 2 flûtes
- 6 Sonatines, pour 2 flûtes
- Grosses Quartett fur 4 Floten op. 92

### Œuvres théoriques et pratiques
- Theoretisch-Praktische Flötenschule (2 vol.)
- Der Fortschritt in Flötenspiel Lusterweckende Übungen für Flöte op. 33
- 25 Romantische Etüden im Modernen Stil op. 66
- 50 Virtuosen Etüden für Flöte in allen Dur und Moll Tonarten op. 75
- Schüle der Gelauflgkeit, Tiigliche Ubungen op. 77
- 22 Vortrags und Geläufigkeit, op. 89
- 20 leichte und melodischen Lektionen op. 93 (2 vol.)
- Metodo per Ottavino
- 24 Études caractéristiques
- 35 Exercises
- Die Zauberflote, 100 beliebte Unterhaltungs und Vortragsstiicke
- Zweites Zigeunerliederalbum
- Unterhaltungs und Vortragsstucke